# Darlin' (BENIの曲)
「Darlin'」は、BENIの21枚目のシングル。ユニバーサルミュージック移籍後13作目のシングルである。

## 収録曲
1. Darlin'
  - 作詞：BENI／作曲・編曲：Daisuke "D.I" Imai
2. 好きだから。(BACHLOGIC REMIX)
  - 作詞・作曲：BENI
3. Anything Goes!! (DJ cool-k REMIX) 
  - 作詞：BENI／作曲・編曲：Daisuke "D.I" Imai
4. Darlin' (Instrumental)